# Горожёново
Горожёново — деревня в Ковровском районе Владимирской области России, входит в состав Новосельского сельского поселения.

## География
Деревня расположена в 9 км на юг от центра поселения посёлка Новый и в 15 км на юг от райцентра города Ковров. Вокруг деревни разворачивается строительства города-курорта «Доброград», который стал самостоятельным населённым пунктом в декабре 2019 года .

## История
В XIX — первой четверти XX века деревня входила в состав Великовской волости Ковровского уезда, с 1926 года — в составе Клюшниковской волости. В 1859 году в деревне числилось 43 двора, в 1905 году — 19 дворов, в 1926 году — 32 двора.
С 1929 года деревня входила в состав Васильевского сельсовета Ковровского района, с 1940 года — в составе Великовского сельсовета, с 1972 года — в составе Новосельского сельсовета, с 2005 года — в составе Новосельского сельского поселения.

## Население
| 1859 | 1905 | 1926 | 2002 | 2010 | 2021 |
| ---- | ---- | ---- | ---- | ---- | ---- |
| 420  | ↘171 | ↗277 | ↘10  | ↗14  | ↗22  |

## Инфраструктура
- Часовня

### Общественный транспорт
Автобусное сообщение маршрутом №106 Ковров — Крутово.